# (10449) Takuma
Pour les articles homonymes, voir Takuma.
(10449) Takuma est un astéroïde de la ceinture principale.

## Description
(10449) Takuma est un astéroïde de la ceinture principale. Il fut découvert le 16 octobre 1936 à Nice par Marguerite Laugier. Il présente une orbite caractérisée par un demi-grand axe de 3,06 UA, une excentricité de 0,33 et une inclinaison de 2,5° par rapport à l'écliptique.

## Compléments